# Dryadella vasquezii
Dryadella vasquezii är en orkidéart som beskrevs av Carlyle August Luer. Dryadella vasquezii ingår i släktet Dryadella och familjen orkidéer. Inga underarter finns listade i Catalogue of Life.